# راس الشعب (ذي السفال)

تعديل مصدري - تعديل

راس الشعب محلة تابعة لقرية الحضيرة، التابعة لعزلة ريده ورياد بمديرية ذي السفال إحدى مديريات محافظة إب في الجمهورية اليمنية، بلغ تعداد سكانها 101 حسب تعداد اليمن لعام 2004.